# 작업 공간
작업 공간, 작업 영역 또는 워크스페이스(workspace)는 여러 분야의 공학 및 경제 개발에 쓰이는 용어이다.

## 기술 및 소프트웨어
기술 및 소프트웨어 분야에서 작업 공간은 여러 다른 목적으로 사용된다.

### 소프트웨어 개발
작업 공간은 사용자가 여러 소스 코드 파일과 리소스를 한데 모아 이들을 응집 단위로 작업할 수 있게 도와주는 파일이나 디렉터리를 종종 뜻한다. 소프트웨어 구성 관리에서 작업 공간은 관심이 되는 파일이 위치한 파일(디버깅, 개발 등의 업무를 위한) 시스템의 일부를 뜻하기도 한다.

### 그래픽 사용자 인터페이스
추가적으로 작업 공간은 일부 창 관리자에서 창들의 모임을 가리킨다.